# Chiesa di Santa Maria Nascente (Senago)
La chiesa di Santa Maria Nascente è la parrocchiale di Senago, in città metropolitana ed arcidiocesi di Milano; fa parte del decanato di Bollate.

## Storia
La prima citazione di una chiesa a Senago dedicata a Santa Maria risale alla fine del Duecento ed è da ricercarsi nel Liber Notitiae Sanctorum Mediolani, redatto da Goffredo da Bussero, in cui si legge che essa era filiale della pieve di Bollate.
Dalla relazione della visita pastorale del 1747 dell'arcivescovo Giuseppe Pozzobonelli si apprende che la parrocchiale di Santa Maria Assunta, in cui avevano sede le confraternite del Santissimo Sacramento e del Santissimo Rosario, aveva come filiali gli oratori di San Bernardo, di San Pancrazio e di Santa Maria ad Elisabetta e che il numero dei fedeli era pari a 1032.
L'arcivescovo Andrea Carlo Ferrari nel 1895, in occasione della sua prima visita pastorale, rilevò che a servizio della cura d'anime vi erano il parroco e due coadiutori, che i fedeli ammontavano a 3500 e che la parrocchiale, da cui dipendevano la chiesa di San Bernardo e l'oratorio di San Bernardo e della Beata Vergine Addolorata, era sede della confraternita del Santissimo Sacramento e della Pia unione delle Figlie di Maria.
Nel 1907 iniziarono i lavori di costruzione della nuova parrocchiale dedicata a Santa Maria Nascente; l'edificio, disegnato dai fratelli Fausto e Giuseppe Bagatti Valsecchi, venne portato a compimento nel 1913.
Tra il 1971 e il 1972, con la riorganizzazione territoriale dell'arcidiocesi voluta dall'arcivescovo Giovanni Colombo, la parrocchia confluì nel decanato di Bollate.
Nel 1986 la chiesa fu interessata da un restauro e nel 1990 si procedette all'esecuzione dell'adeguamento liturgico secondo le norme postconciliari mediante l'aggiunta dell'ambone e dell'altare rivolto verso l'assemblea.

## Descrizione

### Facciata
La facciata a salienti della chiesa, rivolta a meridione, è suddivisa da una cornice marcapiano in due registri: quello inferiore, più largo e scandito da quattro lesene, presenta centralmente il portale maggiore timpanato e ai lati gli ingressi secondari, sormontati da oculi, mentre quello superiore è caratterizzato da una serliana e coronato dal frontone di forma triangolare.
Annesso alla parrocchiale è il campanile a base quadrata, spartito in più ordini da cornici; la cella presenta su ogni lato una serliana ed è coronata dal tamburo sorreggente il tetto a otto falde.

### Interno
L'interno dell'edificio si compone di tre navate, coperte da volte a vela e separate da colonne sopra i cui capitelli si impostano degli archi a tutto sesto; al termine dell'aula si sviluppa il presbiterio, rialzato di alcuni gradini, ospitante l'altare maggiore e chiuso dall'abside di forma poligonale.